# Condé-sur-Vire
 Condé-sur-Vire  là một xã thuộc tỉnh Manche trong vùng Normandie tây bắc nước Pháp. Xã này nằm ở khu vực có độ cao trung bình 28 mét trên mực nước biển.